# Panopoda carneicosta
Panopoda carneicosta là một loài bướm đêm trong họ Erebidae.